# 함흥철도국
함흥철도국(咸興鐵道局)은 조선민주주의인민공화국 철도성 산하의 철도국으로 함경남도 함흥시에 자리잡고 있다.

## 개요
함흥철도국은 함남도당 소재지인 함흥시에 자리잡고 있으며 평라선의 신성천역-거흥역 사이, 청년이천선의 정봉역-지하리역 사이, 평라선의 여해진역-룡대역 사이를 경계로 하면서 평안남도의 일부 지역과 함경남도, 강원도 (북) 일대의 화물과 여객 수송을 담당하고 있다. 함흥철도국은 해방후 조선민주주의인민공화국 창건시까지 함흥철도사무소로 불리다가 조선민주주의인민공화국 창건 이후 함흥철도부, 함흥철도관리국, 함경남도철도국, 함흥철도국으로 여러 차례 명칭과 기구체계를 바꾸었다.

## 화물수송
화물수송은 1949년에 비해 1960년에는 1.9배, 1984년에는 4.6배로 늘어났으며 화물순환은 1949년에 비해 1960년에는 4.6배, 1984년에는 7.4배로 늘어났다. 화물수송량의 철도부적인 비중은 18%로 1984년 현재 조선민주주의인민공화국의 철도국 가운데서 네 번째 자리를 차지하며 화물순환에서의 비중은 28.3%로 첫자리를 차지한다. 이것은 화물의 톤당 평균 수송거리가 290 ㎞로 평균수송거리 166.8 ㎞의 1.7배가 되기 때문이다. 함흥철도국 관내에는 연, 아연, 동 등 유색금속과 마그네사이트, 석탄, 철, 석회석 등의 지하자원과 수산자원이 부존되여있어 많은 화학공업, 수산업, 유색금속공업이 배치되여있는데 이는 함흥철도국의 수송수요를 보장하고 있다. 마그네사이트와 마그네샤크링카, 유화철, 인회석, 유색금속정광, 화학비료, 석회석, 수산물이 주요유동화물로 되어있다. 여러 화물들 중 광석이 38.2%의 화물을 차지하고 있어서 첫 자리에 위치하며 그 다음이 23%인 석탄, 15.5%인 건재, 화학비료 4.1%, 목재 3.3%, 수산물 2.8%의 순서로 이어진다. 함흥철도국은 철도광석수송량의 39.1%를 담당수송하고 있다. 광석수송에서 가장 큰 자리를 차지하는 것은 룡양광산의 마그네사이트이며 단천마그네샤공장과 성진내화물공장으로 나른다. 그 다음은 석회석, 연·아연 정광, 유화철, 자철정광, 인회석 등이다. 석회석은 부래산광산에서 2.8 비날론련합기업소로, 연·아연정광은 금골, 허천으로부터 단천제련소나 문평제련소로, 유화철은 만덕광산에서 흥남비료련합기업소로, 자철정광은 덕성광산으로부터 황해제철련합기업소로 나눈다. 석탄은 고원탄광과 천내탄광의 무연탄을 함남과 강원도 일대로 수송한다. 비료나 수산물의 경우 철도국들 가운데서 수송비중 첫자리를 차지하며 비료수송량의 52.3%, 수산물수송량의 82.9%를 차지한다.
함흥철도국 화물수송의 특징의 하나는 통과화물이 많은 것이다. 청진철도국 관내에서 서부지역으로 나르는 목재, 금속, 연유, 수입석탄 등과 서부지역에서 청진철도국 관내로 나르는 양곡, 무연탄 등은 평라선을 통하여 함흥철도국 관내를 통과한다. 때문에 평라선의 고원-여해진구간은 언제나 긴장성을 띄고있다. 함흥철도국에는 1984년 현재 다음과 같은 역, 대들이 있다.
- 철도분국 - 단천, 영광, 고원, 원산
- 기관차대 - 단천, 함흥, 고원, 원산
- 객화차대 - 단천, 함흥, 고원, 원산, 지하리
- 철길대 - 단천, 신북청, 함흥, 영광, 고원, 원산, 이천
- 전철대 - 단천, 신북청, 함흥, 고원, 고산
- 전기대 - 단천, 함흥, 영광, 고원, 원산
- 차량대 - 영광
- 권양대 - 포장, 송흥

이와 같이 함흥철도국 관내에는 4개의 분국, 4개의 기관차대, 5개의 객화차대, 7개의 철길대, 5개의 전철대, 5개의 전기대, 1개의 차량대, 2개의 권양대가 있다. 또한 철도국 관내에는 218개의 역이 있다. 그 가운데는 고원, 함흥, 함흥조차장, 신북청, 단천, 영광, 갈마 등 7개의 기술역이 있고 인평, 양덕, 고원, 정평, 함흥조차장, 함남락원, 풍어, 흥원, 북청, 리원, 허천, 흥군, 광천, 오몽리, 갈마, 문천, 고산, 세포, 평강, 이천 등 20개 역에는 집중화물장이 있다. 함흥철도국 관내에는 20개의 노선이 있는데 그 가운데서 평라선과 청년이천선을 제외하고는 다 함흥철도국 관할하의 노선들이다. 그 가운데 50 ㎞가 넘는 노선은 5개이다. 또 고원탄광선, 금야탄광선, 만덕선, 리원철산선 등 탄광이나 광산을 연결하는 짧은 노선들과 흥남항선, 원산항선, 문천항선 등과 같이 항구지선이 있다. 비날론선과 창흥선은 흥남공업지구의 여러 공장, 기업소를 연걸하여 전용선 역할을 하고 있다. 전용선의 경우 170개의 전용선이 76개의 역에서 갈라지고 있으며 221개의 공장, 기업소들이 이용하고 있다. 전용장소수는 51개이다. 주요 전용선들의 배치상태는 다음과 같다.
- 부래산역 - 부래산세멘트공장선
- 미둔역 - 석회석광산선
- 룡담역 - 세멘트인출선
- 천내역 - 천내리세멘트공장선
- 함흥역 - 곡산공장선, 장공장선, 연유선, 모방직공장선
- 서호역, 함남락원역, 삼호역, 흥원역, 경포역, 신포역, 양화역, 리원역, 단천역 - 수산사업소선
- 운포역 - 수산사업소선, 운포광산선
- 오몽리역 - 단천마그네샤공장선, 단천제련소선
- 백금산역 - 룡양광산선
- 금골역 - 검덕광업종합기업소선

이와 같은 전용선들을 통하여 대량화물의 집중수송이 진행되고 있다.

## 여객수송
철도국별 여객수송량의 몫은 함흥철도국이 1984년 현재 26%로 첫자리를 차지하고 있다. 여객순환 역시 함흥철도국이 27.1%로 첫자리를 차지하고 있다. 이는 함흥철도국 관할지역에 공업지구와 광업지구가 여럿 몰려있는 것에 기인한다. 자체 관내 발송비중은 93.6%로 철도국 중 두번째이다. 함흥철도국에서 평양철도국 관내로 이동하는 여객은 2.9%를 차지하고 있다.
통근열차여객수송에서는 1980년 현재 함흥철도국이 30%로 평양철도국의 30.7%에 이은 2위이며 1983년에는 27.2%로 첫자리를 차지하였다. 함흥철도국은 1984년 현재 20개 노선에서 58편성의 통근열차를 운용하고 있는데 함경남도 관내에서 15개노선 45편성, 강원도에서 5개노선 13편성을 운용하고 있다. 함경남도안의 통근열차운행실태는 아래와 같다.
1. 신상-서호-마전. 함흥공업지구에서 운용, 4편성
2. 함흥-창흥-흥남. 항흠공업지구에서 운용, 4편성
3. 함흥-흥남-마전. 함흥공업지구에서 운용, 3편성
4. 함흥-련흥-흥남. 함흥공업지구에서 운용, 2편성
5. 신북청-삼호-조차장. 함흥공업지구에서 운용, 2편성
6. 룡강-단천-금골. 단천광업지구에서 운용, 2편성
7. 단천-홍군. 단천광업지구에서 운용, 3편성
8. 단천-신북청. 단천광업지구에서 운용, 1편성
9. 단천-동대. 단천광업지구에서 운용, 2편성
10. 백금산-운송. 단천광업지구에서 운용, 6편성
11. 허천-만덕. 5편성
12. 신북청-덕성-상리. 3편성
13. 고원-장동. 고원탄광지구에서 운용, 4편성
14. 둔전-장동. 고원탄광지구에서 운용, 1편성
15. 금야-풍남. 3편성

함경남도내에서 통근열차여객수송은 함경남도 철도여객수송량의 45%를 차지하고 있고 133개 철도역에서 도내 철도여객수송을 담당하고 있다.
강원도에서의 통근열차운행실태는 5개 구간에서 13편성이 운용되고 있는데 아래와 같다.
1. 문천-갈마-고산-세포. 2편성
2. 갈마-고산-동가리. 2편성
3. 갈마-고산-복계. 1편성
4. 안변-갈마-옥평-고암. 3편성
5. 룡담-천내. 5편성

강원도에서는 세멘트공업 중심지인 천내읍을 간선인 강원선과 연결하는 5개 쌍의 통근열차가 운행되고 있으며 나머지 8개쌍은 갈마와 고산을 중심으로 강원선 우에서 운용되고 있다. 강원도에서는 34개의 철도역에서 도내의 여객수송을 담당하고 있다.

## 참고 문헌
- 강필순 외, 조선지리전서 (운수지리). 교육도서출판사, 1988. p181-184, 199-200, 203

## 같이 보기
- 조선민주주의인민공화국의 철도